# Spinomantis
Spinomantis là một chi động vật lưỡng cư trong họ Mantellidae, thuộc bộ Anura. Chi này có 14 loài và 50% bị đe dọa hoặc tuyệt chủng.

## Các loài
Chi này có 14 loài:
| Hình ảnh | Tên khoa học                                                                         | Phân bổ                  |
| -------- | ------------------------------------------------------------------------------------ | ------------------------ |
|          | Spinomantis aglavei (Methuen and Hewitt, 1913)                                       | Madagascar.              |
|          | Spinomantis beckei Vences, Köhler, and Glaw, 2017                                    | south-eastern Madagascar |
|          | Spinomantis bertini (Guibé, 1947)                                                    | Madagascar               |
|          | Spinomantis brunae (Andreone, Glaw, Vences, and Vallan, 1998)                        | Madagascar               |
|          | Spinomantis elegans (Guibé, 1974)                                                    | Madagascar.              |
|          | Spinomantis fimbriatus (Glaw and Vences, 1994)                                       | Madagascar.              |
|          | Spinomantis guibei (Blommers-Schlösser, 1991)                                        | Madagascar.              |
|          | Spinomantis massi (Glaw and Vences, 1994)                                            | Madagascar.              |
|          | Spinomantis microtis (Guibé, 1974)                                                   | Madagascar.              |
|          | Spinomantis mirus Sabino-Pinto, Rakotoarison, Bletz, Edmonds, Glaw, and Vences, 2019 | Madagascar               |
|          | Spinomantis nussbaumi Cramer, Rabibisoa, and Raxworthy, 2008                         | Madagascar (Mahajanga)   |
|          | Spinomantis peraccae (Boulenger, 1896)                                               | Madagascar.              |
|          | Spinomantis phantasticus (Glaw and Vences, 1997)                                     | northeastern Madagascar  |
|          | Spinomantis tavaratra Cramer, Rabibisoa, and Raxworthy, 2008                         | northwestern Madagascar. |